# Itchen Abbas
Itchen Abbas is een plaats en civil parish in het bestuurlijke gebied Winchester, in het Engelse graafschap Hampshire met 450 inwoners.